# Baileyton (Alabama)
|  | Dieser Artikel wurde aufgrund von inhaltlichen Mängeln auf der Qualitätssicherungsseite des Projektes USA eingetragen. Hilf mit, die Qualität dieses Artikels auf ein akzeptables Niveau zu bringen, und beteilige dich an der Diskussion! Eine nähere Beschreibung der zu behebenden Mängel fehlt. |

Baileyton ist ein Ort im Cullman County, Alabama. Das U.S. Census Bureau hat bei der Volkszählung 2020 eine Einwohnerzahl von 649 ermittelt. Baileyton hat eine Gesamtfläche von 13,8 km² und liegt 300 Meter über NN.

## Geographie
Baileyton liegt im Norden Alabamas im Süden der Vereinigten Staaten. Es befindet sich etwa 45 Kilometer östlich des 733 Quadratkilometer großen William B. Bankhead National Forest.
Nahegelegene Orte sind unter anderem Fairview (3 km westlich), Arab (5 km nordöstlich), Holly Pond (6 km südlich) und Eva (9 km nordwestlich). Die nächste größere Stadt ist mit 170.000 Einwohnern das etwa 30 Kilometer nördlich entfernt gelegene Huntsville.

## Geschichte
Baileyton wurde 1870 gegründet, als sich hier ein Farmer aus Georgia niederließ.
Ursprünglich war die Stadt Teil des Blount County, wurde aber 1877 ins neu gegründete Cullman County aufgenommen. 1882 oder 1883 wurde das erste Postamt eröffnet, um 1885 folgte die erste Schule.

## Verkehr
Durch die Stadt verläuft die Alabama State Route 69, im Nordosten der Stadt außerdem die Alabama State Route 67. Etwa 8 Kilometer östlich verläuft der U.S. Highway 231, 7 Kilometer südlich der U.S. Highway 278. Etwa 23 Kilometer westlich der Stadt verläuft der Interstate 65, der über 1436 Kilometer von Alabama bis Indiana führt.
Etwa 20 Kilometer westlich der Stadt befindet sich der Cullman Regional Airport-Folsom Field.

## Demographie
Nach der Volkszählung 2000 hatte Baileyton 684 Einwohner, die sich auf 281 Haushalte und 196 Familien verteilten. Die Bevölkerungsdichte betrug 49,6 Einwohner/km². 99,56 % der Bevölkerung waren weiß. In 32 % der Haushalte lebten Kinder unter 18 Jahren. Das Durchschnittseinkommen eines Haushaltes betrug 31.000 Dollar, wobei 16,6 % der Einwohner unterhalb der Armutsgrenze lebten.
Bis zur Volkszählung 2010 sank die Einwohnerzahl auf 610.